# Куксов Анатолій Якович
Анато́лій Я́кович Куксо́в (21 листопада 1949, м. Ворошиловград, Українська РСР, СРСР — 4 січня 2022, Луганськ) — радянський футболіст і тренер. Майстер спорту СРСР (1970). Майстер спорту СРСР міжнародного класу (1991). Після завершення ігрової кар'єри — тренер.
Має брата Володимира, який теж був професійним футболістом. Грав за низку нижчолігових радянських клубів.

## Спортивна біографія
Вихованець ворошиловградського футболу. Свої перші кроки у футболі робив у футбольній школі «Трудові резерви». Перші тренери — Олександр Семенович Ільїнов і Петро Кузьмич Буянов.
Після закінчення спеціалізованої групи з футболу, 1966 року був зарахований до дублюючого складу «Зорі» (Ворошиловград). У її складі дебютував у квітні 1969 року, і з тих пір провів найбільшу кількість матчів серед усіх гравців у її історії. Став найкращим бомбардиром «Зорі» в чемпіонатах СРСР серед клубів вищої ліги. Гравець без якого важко було уявити луганський клуб протягом майже двадцяти років.
Вдала гра, гарматний удар з будь-якої відстані та неабиякі диспетчерські функції, стали приводом його запрошення до лав збірної СРСР, де він у її складі став призером Олімпіади у Мюнхені.
Ігрова характеристика: Фізично міцний, завжди вирізнявся великим об'ємом особистих дій на полі. Володів чудовим дриблінгом та гарно поставленими ударами з обох ніг. Безумовний лідер команди, як на полі, так і поза ним.
У 2014—2015 роках — головний тренер так званої збірної ЛНР.

## Досягнення
- Бронзовий олімпійський призер: 1972
- Чемпіон СРСР: 1972 року.
- Фіналіст Кубка СРСР (2): 1974, 1975 років.
- У списках 33-х найкращих футболістів УРСР (4): № 2 — 1972, № 3 — 1971, 1973, 1974 років.
- Найкращий бомбардир луганської «Зорі» у Вищій лізі чемпіонатів СРСР: 42 забитих м'ячі.